# Alberto Miralles
Alberto Miralles Grancha (Elche, Alicante, 23 de septiembre de 1940 - Madrid, 2 de marzo de 2004) fue un dramaturgo español.

## Biografía
Se trasladó muy joven desde su localidad natal de Elche a Barcelona, donde se licenció en Filología Románica y se tituló en Arte Dramático y Dirección Escénica por el Instituto del Teatro de Barcelona. También es Ingeniero Técnico en Química por la Escuela Técnica Superior de Peritos Químicos de Barcelona. En 1967 creó el grupo Cátaro, en el que se iniciaron actrices como Mercedes Sampietro y Jeannine Mestre. Su traslado en 1975 a Madrid, provocaría la disolución de Cátaro.
En 1979 comenzó a impartir clases en la Escuela TAI de Madrid; en la capital española comenzó a trabajar con reputados dramaturgos como Adolfo Marsillach en las obras Marat-Sade de Peter Weiss, donde como su ayudante creó los happenings de los locos y con la que obtuvo el Premio Especial del Ciclo de Teatro Latino, y en Las arrecogías del beaterio de Santa María Egipciaca, de Martín Recuerda. Alternó las labores escénicas con la publicación de artículos y comentarios teatrales en numerosos periódicos y revistas del país donde publicó los ensayos Nuevos rumbos del teatro (1973) y Nuevo teatro español, una alternativa social (1978) y Aproximación al Teatro Alternativo. 
La primera obra de Miralles llevada a escena fue Aquella risa, estrenada en 1962 en el Centro Parroquial Sarriá de Barcelona, y la última Juegos prohibidos, el 17 de octubre de 2001 en la Escuela de Arte Dramático de Murcia. A lo largo de esos cuarenta años estrenó, entre otras Catarocolón; Los amantes del demonio, sobre la banda terrorista ETA; El trino del diablo; El siglo de oro tabernario; Comisaría especial para mujeres; Aventuras, misterios y maravillas del Rey Arturo y los Caballeros de la Mesa Redonda y Arcipreste. Amistó, se asoció y riñó con Adolfo Marsillach y con José Luis Alonso de Santos. Asimismo, se mostró crítico con el sumiso teatro oficial auspiciado por el gobierno socialista y con su general corrupción.[cita requerida]
Falleció de cáncer de pulmón en Madrid el 2 de marzo de 2004.

## Obra
Su  gestión activa en el marco del teatro independiente español de la década de 1960, le llevaría a participar en la creación de la Asociación Española de Autores de Teatro, de la que más tarde sería presidente. En su teatro, desmitificador y crítico, emplea los procedimientos dramáticos para dinamitar las visiones históricas preestablecidas, como uno de los autores más radicales del periodo.[cita requerida] Hizo asimismo diversas adaptaciones de textos clásicos y obras para niños. Fue profesor en el Instituto del Teatro de Barcelona desde 1966 a 1974 y en el Taller de Artes Imaginarias de Madrid desde 1979. Ponente en cursillos, charlas, conferencias, y autor de artículos especializados en teatro para la prensa nacional y las revistas del ramo, Miralles publicó varios libros de enseñanza teatral, como las antologías 23 monólogos para ejercicios, 35 monólogos para ejercicios y La dirección de actores en cine. Autor de relatos, publicó además las novelas Una semana pintada de negro, con la que obtuvo el Premio Ateneo Marítimo, de Valencia, y Mi país es tu piel. En conjunto, se calcula que escribió unas cuarenta obras de teatro y siete ensayos y estrenó como director unas treinta, que serían reconocidos en diversos premios.[cita requerida]
Entre otros galardones ganó los siguientes premios:
- el premio de la Real Academia Española, por CataroColón
- el Eduard Escalante por La felicitat de la pedra
- el premio Teatro Breve de Valladolid por Céfiro agreste de olímpicos embates
- el Premio de la Sociedad General de Autores (SGAE) de Teatro por Los amantes del demonio, sobre la banda terrorista ETA
- el Premio Nacional Universitario
- el Premio Nacional de Guiones para TVE por Pisando huellas (1963)
- el Premio Guipúzcoa por Versos de arte menor por un varón ilustre o CataroColón (1968)
- el Premio Nacional Sitges de 1974 por Crucifernario de la culpable indecisión
- el Premio Casa de España en París (1983) por El trino del diablo (Versión Breve)
- el Premio Rojas Zorrilla de 1984 por El jardín de nuestra infancia
- el Premio Nacional de Teatro Ciudad de Alcorcón 1984 por La fiesta de los locos
- el Premio Nacional de Teatro Breve San Javier de 1987 por Van para polvo enamorado
- el Premio III Jornadas de Teatro Breve Puerto Real por La redada (1989)
- el Premio de la Universidad de Torrejón de Ardoz 1993 por ¡Quedan detenidos!
- el Premio Rafael Villar en la XVI Olimpíada del Humor de 1993 por Adórame, Trialú
- el Premio de Teatro Radiofónico «Margarita Xirgu»[nota 1] de 1997 por El volcán de la pena escupe llanto
- el Premio Ciudad de Peñíscola de 1997 por Medusa (Cuento)
- el Premio Ateneo de Córdoba 1997 por El crimen perfecto (Cuento)
- el Premio 'José González Torices' 1999 por La familia de Begoña Echevarría Usandizaga (Cuento)
- el Premio Barahona de Soto 2002 de teatro breve por AM

Además, fue finalista en dos ocasiones, por Teatro breve II (2000) y Cuando las mujeres no podían votar (2001) del Premio Nacional de Literatura Dramática, distinción que se le otorgaría finalmente en 2005, a título póstumo, por su obra Metempsicosis.[cita requerida]